# قلعه ماتسوشیرو
قلعه ماتسوشیرو (به ژاپنی: 松代城 まつしろじょう)، نام قبلی قلعه کایزو (به ژاپنی: 海津城 かいづじょう) یک قلعه ژاپنی است که در ناگانو در شمال استان ناگانو واقع شده است.